# Benedykt Magier
Benedykt Magier (ur. przed 1762, zm. 17 kwietnia 1794 w Warszawie) – kapitan artylerii, konstruktor balonów. Zginął podczas insurekcji kościuszkowskiej przy armacie pod Kolumną Zygmunta. 

## Życiorys
Jego rodzicami byli Rajmund Magier i Marianna z Małcińskich. Benedykt kształcił się w warszawskich szkołach pojezuickich, gdzie uczył jego wuj ksiądz Stanisław Małciński - profesor rymopisarstwa i nauk krasomówczych. 10 maja 1777 r. wstąpił jako kadet do brygady artylerii. Jesienią 1780 r. został mianowany podporucznikiem trzeciej kompanii warszawskiej brygady artylerii i został przeniesiony do Kamieńca Podolskiego, gdzie jako cejgwart dozorował prochy w arsenale i pełnił rolę adiutanta. Zajmował się także uczeniem podoficerów rysunku i nauki artylerii. W 1784 r. budował balony na polecenie komendanta twierdzy – Jana de Witte'a. Swoje prace opierał na rysunkach nadesłanych z Paryża i z Warszawy oraz na wskazówkach księcia de Nassau, który był świadkiem eksperymentu braci Montgolfie. Magier walczył w wojnie polsko-rosyjskiej w 1792. Po klęsce wrócił do Warszawy, gdzie brał udział w przygotowaniach do insurekcji kościuszkowskiej. W dniu wybuchu insurekcji warszawskiej wraz z kapitanem M. Drozdowskim i porucznikiem K. Lichockim ustawił dwunastofuntowe działo pod Kolumną Zygmunta na placu Zamkowym, z którego ostrzelano bramę pałacu generała Igelströma od strony ulicy Podwale.  
Był żonaty z Rozalią Wiszniewską. 
Pochowany został na cmentarzu Powązkowskim (kwatera 8-1-12).      